# Polygalaceae

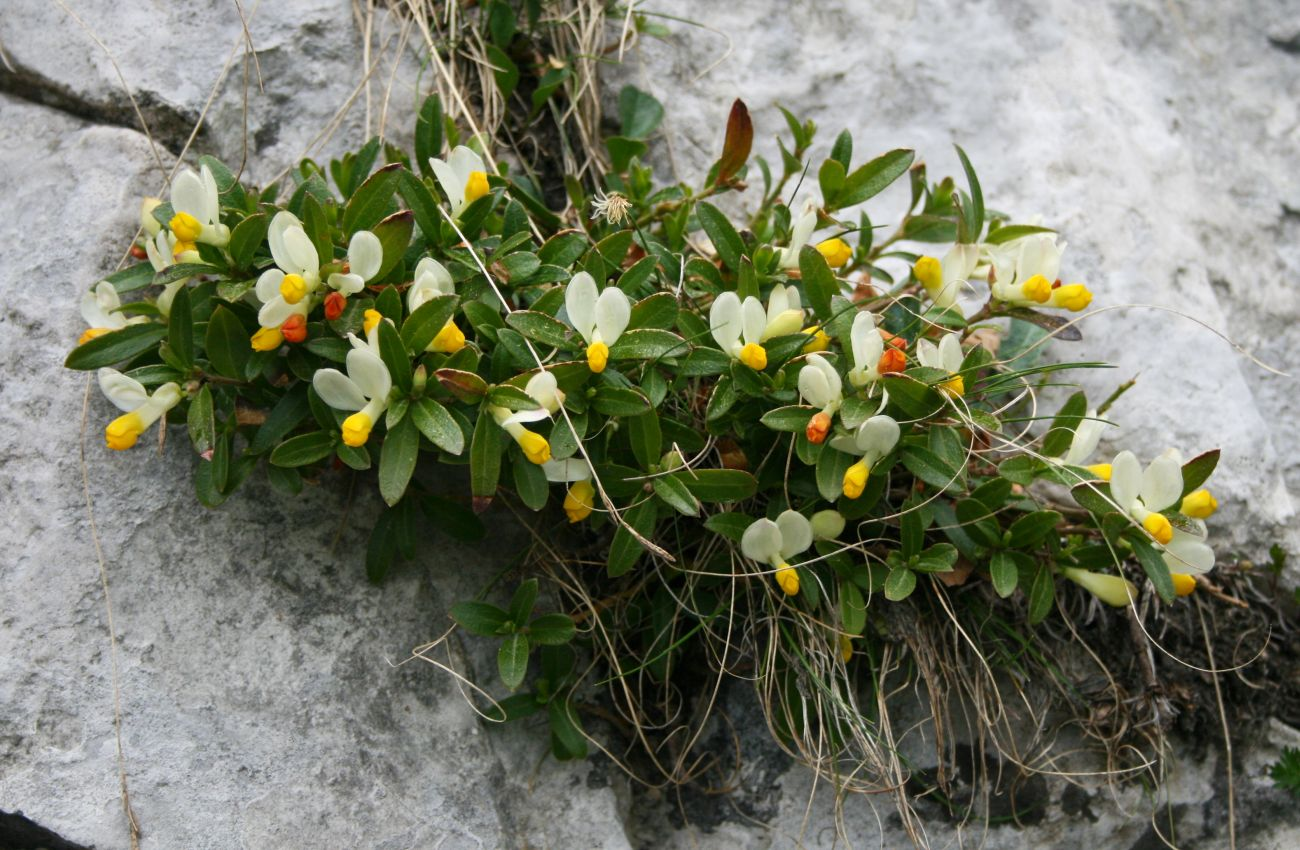
Polygala chamaebuxus.

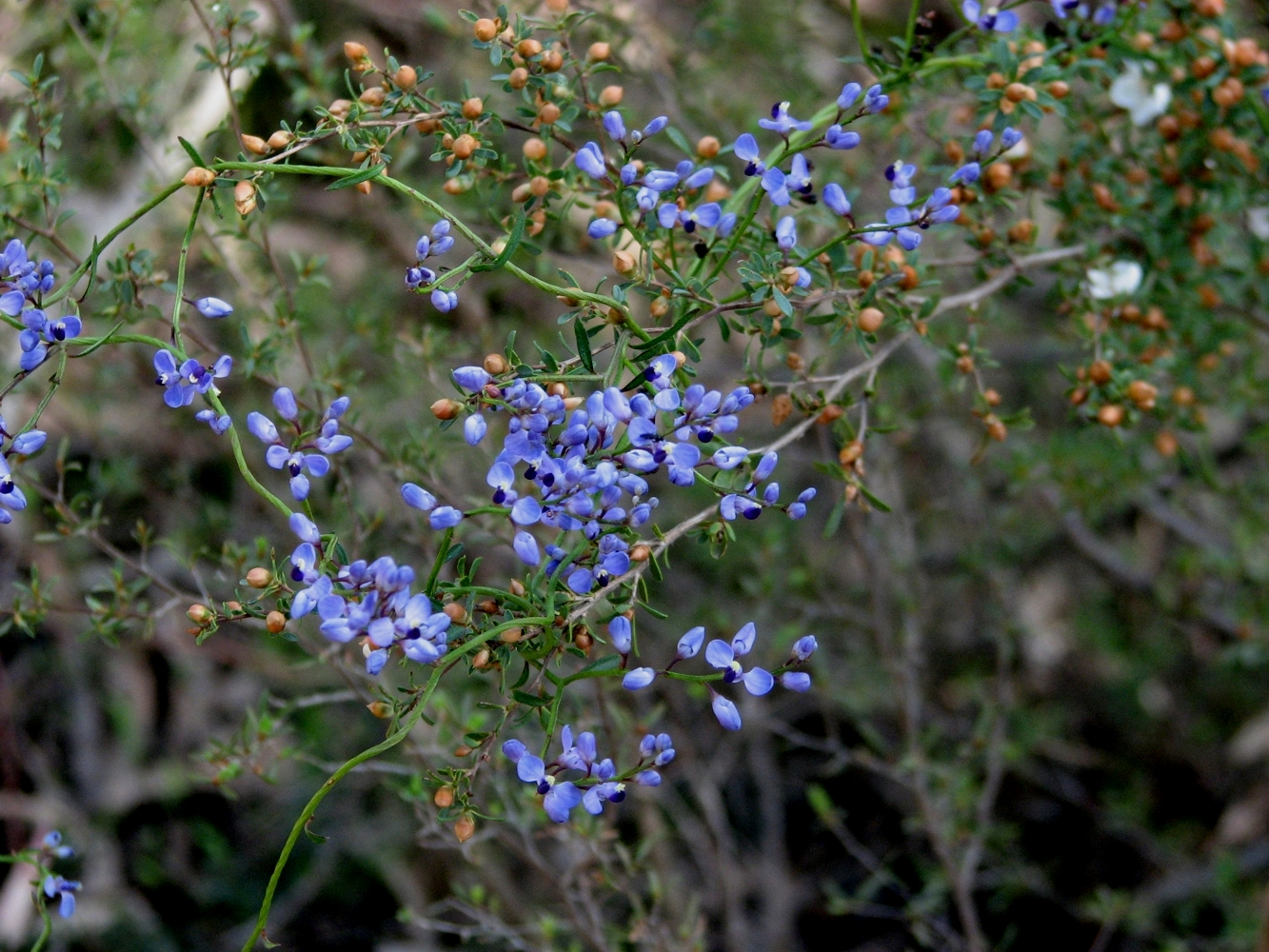
Comesperma volubile.

Las poligaláceas (Polygalaceae) son una familia de hierbas  anuales o perennes, a veces arbustivas o trepadoras, arbustos y árboles de una treintena de géneros aceptados y cerca de 1200 especies y distribuidos por todas las regiones templadas, tropicales o subtropicales excepto Nueva Zelanda.

## Descripción
Son plantas de hojas alternas u opuestas, a veces las basales en roseta —también verticiladas, sesiles o pecioladas— y de ordinario enteras y pinnatinervias, sin estipulas. Son de inflorescencias racimosas o espiciformes terminales o pseudoterminales. Las flores son hermafroditas o unisexuales zigomorfas con un cáliz de 4-5 sépalos libres o soldados, los 2 laterales petaloides y generalmente más grandes que los 2-3 restantes, mientras la corola tiene 3-5 pétalos libres o soldados en la base. El androceo es de 4-8 o bien 9-10 estambre soldados entre sí o a los pétalos, o raramente libres. El gineceo es de ovario súpere, con 2-8 carpelos soldados y 1-5 lóculos; un solo estilo, apical, con estigma bifurcado o bilobulado. El fruto puede ser una drupa, una cápsula, un aquenio o una sámara.

## Sinónimos
- Diclidantheraceae J.Agardh
- Moutabeaceae Pfeiffer

## Tribus y géneros
La familia se divide en 4 tribus: Polygaleae, Carpolobieae, Moutabeae y Xanthophylleae.

### Géneros aceptados
- Acanthocladus
- Ancylotropis
- Atroxima
- Badiera
- Balgoya
- Barnhartia
- Bredemeyera
- Carpolobia
- Comesperma
- Diclidanthera
- Epirixanthes
- Eriandra
- Hebecarpa
- Heterosamara
- Monnina
- Moutabea
- Muraltia
- Nylandtia
- Pilostaxis
- Polygala
- Polygaloides
- Pteromonnina
- Rhinotropis
- Salomonia
- Securidaca
- Triclisperma
- Xanthophyllum[2]